# EO (motorfiets)
EO is een Duits historisch merk van motorfietsen.
De bedrijfsnaam was: Elite-Diamant Werke AG, Siegmar-Schönau.
Dit waren door het merk Elite in 1930 en 1931 gebouwde prototypes die - net als de latere Elite-motoren - op de Neander-Opels leken, maar voorzien waren van een Küchen-motor van 497 cc met een bovenliggende nokkenas. Ze kwamen nooit in productie. EO betekent overigens Elite-Opel.